# Олтяну, Джордже
Джордже Крину Райку-Олтяну (рум. George Crinu Raicu-Olteanu; род. 3 мая 1974, Штефэнешти) — румынский боксёр, представитель легчайшей и наилегчайшей весовых категорий. Выступал за сборную Румынии по боксу на протяжении 1990-х годов, чемпион мира, победитель и призёр многих турниров международного значения, участник двух летних Олимпийских игр.

## Биография
Джордже Олтяну родился 3 мая 1974 года в городе Штефэнешти, жудец Арджеш, Румыния. Проходил подготовку в спортивном клубе «Дакия».
Впервые заявил о себе в боксе в сезоне 1992 года, когда стал бронзовым призёром чемпионата Румынии в зачёте наилегчайшей весовой категории. Год спустя на аналогичных соревнованиях выиграл серебряную медаль, вошёл в состав румынской национальной сборной и выступил на чемпионате Европы в Бурсе.
В 1994 году поднялся в легчайший вес, вновь был вторым в зачёте румынского национального первенства, взял бронзу на Мемориале Феликса Штамма в Варшаве.
В 1995 году наконец одержал победу на чемпионате Румынии, кроме того, получил серебро на международном турнире «Золотой пояс» в Бухаресте.
В 1996 году стал серебряным призёром Мемориала Странджи в Софии, уступив в решающем финальном поединке болгарину Александру Христову, и побывал на европейском первенстве в Вайле, где в четвертьфинале был остановлен тем же Христовым. Благодаря череде удачных выступлений удостоился права защищать честь страны на летних Олимпийских играх в Атланте — в категории до 54 кг благополучно прошёл первых двоих соперников по турнирной сетке, тогда как в третьем четвертьфинальном бою со счётом 2:24 потерпел поражение от венгра Иштвана Ковача.
После атлантской Олимпиады Олтяну остался в составе боксёрской команды Румынии и продолжил принимать участие в крупнейших международных соревнованиях. Так, в 1997 году он был лучшим на домашнем турнире «Золотой пояс», а в 1998 году выиграл международный турнир «Таммер» в Тампере.
Одним из самых успешных сезонов в его спортивной карьере оказался сезон 1999 года, когда он добавил в послужной список бронзовую медаль Гран-при Усти в Чехии, бронзовую медаль турнира Gee-Bee в Хельсинки, ещё одну золотую медаль турнира «Золото пояс». И главное достижение в его биографии — победа на чемпионате мира в Хьюстоне, где в финале он взял верх над россиянином Камилем Джамалутдиновым.
Находясь в числе лидеров румынской национальной сборной, прошёл отбор на Олимпийские игры 2000 года в Сиднее — здесь вновь прошёл двоих оппонентов в легчайшем весе, но в третьем четвертьфинальном бою со счётом 19:26 проиграл американцу Кларенсу Вилсону. По окончании этой Олимпиады принял решение завершить спортивную карьеру.